# Morpho pumilus
Morpho pumilus är en fjärilsart som beskrevs av Le Moult 1926. Morpho pumilus ingår i släktet Morpho och familjen praktfjärilar. Inga underarter finns listade i Catalogue of Life.